# Dypsis ankirindro
Dypsis ankirindro är en enhjärtbladig växtart som beskrevs av W.J.Baker, Rakotoarin. och M.S.Trudgen. Dypsis ankirindro ingår i släktet Dypsis och familjen Arecaceae. IUCN kategoriserar arten globalt som nära hotad.
Artens utbredningsområde är Madagaskar. Inga underarter finns listade i Catalogue of Life.